# De Troglods
De Troglods is het 107de stripverhaal uit de reeks van De Rode Ridder. Het is geschreven en getekend door Karel Biddeloo. De eerste albumuitgave was in 1984.

## Het verhaal
Nadat zijn rijdier de geest gaf ziet Johan zich genoodzaakt om te voet een woestijngebied te doorkruisen. Wanneer hij in een grot verkoeling opzoekt is hij getuige van de aanval die een Sepphir, een vleermuisachtig monster, op een holbewoner. De Rode Ridder stort zonder twijfel mee in het gevecht en redt de man van een gewisse dood. Tayan, de holbewoner is Johan uiterst dankbaar en leidt hem mee naar de stad waar zijn volk, de Troglods, leven. Hier maakt Johan kennis de zus van Tayan, en het volk van primitief levende mensen. Ogo de medicijnman heeft zo zijn redenen om de komst van Johan met enig argwaan te bekijken. Zijn macht is gebaseerd op het bijgeloof van zijn volk en de terreurdreiging van de Sepphirs en hun leider, de Wotlam. Wanneer de Sepphirs een kind van de Troglods meevoeren naar de zwarte meren, besluit Johan met hulp van Tayan en zijn zus, voorgoed een einde te maken aan de dreiging van de Wotlam. Ogo en zijn bende zijn vastbesloten hier een stokje voor te steken.

## Achtergrond bij het verhaal
- Dit album is het eerste album dat in zijn vernieuwde grijze cover verscheen met een extra versiering rond de witte kaderrand.